# AMBER (分子動力学)
AMBER（アンバー、Assisted Model Building with Energy Refinement）は、生体分子の分子動力学計算のための力場群である。最初はカリフォルニア大学サンフランシスコ校のピーター・コールマンのグループによって開発された。AMBERは、これらの力場をシミュレーションする分子動力学ソフトウェアパッケージの名称でもある。現在は、ラトガース大学のデイビッド・ケイス、ユタ大学のトム・チーサム、NIEHSのトム・ダーデン、ミシガン州立大学のケン・マーズ、ストーニーブルック大学のカルロス・シマーリング、カリフォルニア大学アーバイン校のレイ・ルオ、エンサイシブ・ファーマシューティカルズ社のジュメイ・ワンによって維持管理がされている。

AMBERによりエタン分子の結合の伸縮エネルギーが最小化される。

## 力場
「AMBER力場」という用語は、一般的にAMBER力場群によって使われる関数形式を意味する。この形式は数多くのパラメータを含む。AMBER力場群のそれぞれのメンバーはこれらのパラメータに対する値を提供し、独自の名称を持つ。

### 関数形式
AMBER力場の関数形式は以下の通りである。
{\displaystyle {\begin{aligned}V(r^{N})&=\sum _{\text{bonds}}k_{b}(l-l_{0})^{2}+\sum _{\text{angles}}k_{a}(\theta -\theta _{0})^{2}\\&\quad +\sum _{\text{torsions}}\sum _{n}{\frac {1}{2}}V_{n}[1+\cos(n\omega -\gamma )]\\&\quad +\sum _{j=1}^{N-1}\sum _{i=j+1}^{N}f_{ij}{\biggl \{}\epsilon _{ij}{\biggl [}\left({\frac {r_{0ij}}{r_{ij}}}\right)^{12}-2\left({\frac {r_{0ij}}{r_{ij}}}\right)^{6}{\biggr ]}+{\frac {q_{i}q_{j}}{4\pi \epsilon _{0}r_{ij}}}{\biggr \}}\end{aligned}}}
力場という用語にもかかわらず、この式は系のポテンシャルエネルギーを定義する。力は位置に関するこのポテンシャルの導関数である。
右辺の項の意味は以下の通りである。
- 第一項（総和{\displaystyle \sum _{\text{bonds}}}）は、共有結合した原子間のエネルギーを表わす。この調和力（理想的なバネの力）は平衡結合長付近でのよい近似であるが、原子が離れるにつれて徐々に悪くなる。
- 第二項（総和{\displaystyle \sum _{\text{angles}}}）は、共有結合に関与する電子軌道の配置によるエネルギーを表わす。
- 第三項（総和{\displaystyle \sum _{\text{torsions}}}）は、結合次数（例えば二重結合）および隣の結合あるいは孤立電子対による結合のねじれのエネルギーを表わす。
- 第四項（{\displaystyle \sum _{j=1}^{N-1}\sum _{i=j+1}^{N}f_{ij}}）は、全ての原子対間の非結合エネルギーを表わす。これはファンデルワールスエネルギー（第一項）と静電エネルギー（第二項）に分解できる。

ファンデルワールスエネルギーの形式は、平衡距離（{\displaystyle r_{0ij}}）およびポテンシャル井戸の深さ（{\displaystyle \epsilon }）を用いて計算される。係数{\displaystyle 2}は、平衡定数が{\displaystyle r_{0ij}}であることを保証する。このエネルギーは{\displaystyle r_{0ij}=2^{1/6}(\sigma )}である{\displaystyle \sigma }を用いて再定式化されることがある。
ここで用いられている静電エネルギーの形式は、原子中のプロトンと電子による電荷が単一点電荷（孤立電子対を扱うパラメータセットの場合は少数の点電荷）によって表わすことができることを仮定している。

### パラメータセット
AMBER力場を使うためには、力場のパラメータ（例えば力の定数や平衡結合長、平衡結合角度、電荷）に対する値を持っている必要がある。かなりの数のパラメータセットが存在し、AMBERソフトウェアユーザーマニュアルに詳細に記述されている。個々のパラメータセットは名称があり、特定の種類の分子に対するパラメターを与える。
- ペプチドやタンパク質、核酸のパラメータは、"ff" で始まり2桁の年数を含む名称のパラメータセット（例えば "ff99"）によって与えられる。
- GAFF（General AMBER force field）は、生体分子と共に薬物や小分子リガンドのシミュレーションを容易にするために小有機分子のためのパラメータを与える。
- GLYCAM力場は炭水化物のシミュレーションのためにRob Woodsによって開発された。

## ソフトウェア
AMBERソフトウェアスイートは、生体分子のシミュレーションにAMBER力場を適用するためにプログラム群を提供する。Fortran90とC言語で記述されており、主要なUnixシステムとコンパイラで使用可能である。最新版は毎偶数年の春にリリースされ、2020年現在AMBER 20（2020年4月にリリース）が最新版である。

### プログラム
LEaP
シミュレーションプログラムのための入力ファイルを準備するために使われる。
Antechamber
GAFFを使って小有機分子をパラメータ化するプロセスを自動化する。
SANDER (Simulated Annealing with NMR-Derived Energy Restraints)
中心的なシミュレーションプログラムであり、様々なオプション付きでエネルギー最小化と分子動力学のための設備を提供する。
pmemd (Particle Mesh Ewald Molecular Dynamics)
Bob Dukeによるsanderのより機能を限定した再実装である。並列処理を念頭に置いて設計されており、8から16個よりも多いプロセッサで動作させた時は、sanderよりも優れたパフォーマンスを示す。
pmemd.cuda
GPUを使うことができる計算機上でシミュレーションを走らせるために作られている。
pmemd.amoeba
分極可能なAMOEBA力場における追加パラメータを取り扱うために開発された。
nmode
固有振動を計算する。
ptraj
シミュレーション結果の数値的解析のための設備を提供する。AMBERは可視化機能を備えていない。可視化は一般的にVMDで行われる。PtrajはAmberTools 13現在はサポートされていない。
cpptraj
シミュレーション結果をより速く解析するためにC++で作られたptrajの書き換え版である。一部の動作はOpenMPやMPIを使って並列化できる。
cpptraj.cuda
GPUを使用する。
MM-PBSA
分子動力学シミュレーションからのスナップショットに対して近似的な溶媒計算をできる。
NAB
組み込みの核酸組立環境であり、原子レベルの記述が計算に役立つタンパク質や核酸を操作する過程を助ける。

## 推薦文献
- Duan, et al.; Wu, Chun; Chowdhury, Shibasish; Lee, Mathew C.; Xiong, Guoming; Zhang, Wei; Yang, Rong; Cieplak, Piotr et al. (2003). “A point-charge force field for molecular mechanics simulations of proteins based on condensed-phase quantum mechanical calculations”. J Computational Chemistry 24 (16):  1999–2012. doi:10.1002/jcc.10349.